# Bäck, Valbo
Bäck är en by i Valbo socken i Gävle kommun, Gävleborgs län.
Bäck gränsar till Västbyggeby och Östanbäck.
Bäck hade tidigare en ishockeyplan där ungarna i byn spelade glatt varje kväll. Nu är det hus där och hela byn sörjer...
När man passerar Gavleån från södra delen av Valbo på höger sida fanns på 1800-talet ett tingshus där man förvarade folk som skulle dömas inför tinget. Huset kallades för Samilsgården.[källa behövs]